# ایر بورکینا
ایر بورکینا (به انگلیسی: Air Burkina) یک شرکت هواپیمایی بورکینافاسویی با کد یاتا 2J است که در تاریخ ۱۹۶۷ میلادی تأسیس شده‌است.
دفتر مرکزی ایر بورکینا در شهر اوآگادوگو کشور بورکینافاسو واقع شده‌است و قطب این شرکت هواپیمایی در فرودگاه اوآگادوگو قرار دارد و به ۱۰ مقصد، پرواز مستقیم انجام می‌دهد.

## مقصدهای پروازی
ایر بورکینا به مقصدهای زیر پرواز انجام می‌دهد (در ژوئیه ۲۰۱۴):
|  | قطب                      |
|  | مسیرهای پیش‌بینی‌شدهٔ آینده |
|  | مسیرهای متوقف‌شده         |